# Sées
Sées és un municipi francès situat al departament de l'Orne i a la regió de Normandia. L'any 2007 tenia 4.582 habitants.
Seu episcopal, és famosa la seva Catedral Notre-Dame de Sées o Séez, gòtica (segles XII-XIII).

## Demografia

### Població
El 2007 la població de fet de Sées era de 4.582 persones. Hi havia 1.960 famílies de les quals 847 eren unipersonals (350 homes vivint sols i 497 dones vivint soles), 587 parelles sense fills, 391 parelles amb fills i 135 famílies monoparentals amb fills.
La població ha evolucionat segons el següent gràfic:
Habitants censats

### Habitatges
El 2007 hi havia 2.209 habitatges, 1.978 eren l'habitatge principal de la família, 46 eren segones residències i 185 estaven desocupats. 1.468 eren cases i 734 eren apartaments. Dels 1.978 habitatges principals, 895 estaven ocupats pels seus propietaris, 1.028 estaven llogats i ocupats pels llogaters i 56 estaven cedits a títol gratuït; 163 tenien una cambra, 252 en tenien dues, 400 en tenien tres, 558 en tenien quatre i 605 en tenien cinc o més. 1.072 habitatges disposaven pel capbaix d'una plaça de pàrquing. A 1.058 habitatges hi havia un automòbil i a 441 n'hi havia dos o més.

### Piràmide de població
La piràmide de població per edats i sexe el 2009 era:
| Homes | Edats   | Dones |
| ----- | ------- | ----- |
| 5     | 95 o +  | 28    |
| 10    | 90 a 94 | 61    |
| 45    | 85 a 89 | 124   |
| 21    | 80 a 84 | 74    |
| 92    | 75 a 79 | 197   |
| 105   | 70 a 74 | 134   |
| 116   | 65 a 69 | 145   |
| 115   | 60 a 64 | 114   |
| 97    | 55 a 59 | 108   |
| 136   | 50 a 54 | 142   |
| 122   | 45 a 49 | 114   |
| 172   | 40 a 44 | 155   |
| 141   | 35 a 39 | 145   |
| 113   | 30 a 34 | 112   |
| 155   | 25 a 29 | 146   |
| 190   | 20 a 24 | 138   |
| 139   | 15 a 19 | 116   |
| 115   | 10 a 14 | 151   |
| 143   | 5 a 9   | 97    |
| 104   | 0 a 4   | 115   |

## Economia
El 2007 la població en edat de treballar era de 2.666 persones, 1.883 eren actives i 783 eren inactives. De les 1.883 persones actives 1.696 estaven ocupades (877 homes i 819 dones) i 187 estaven aturades (98 homes i 89 dones). De les 783 persones inactives 233 estaven jubilades, 308 estaven estudiant i 242 estaven classificades com a «altres inactius».

### Ingressos
El 2009 a Sées hi havia 1.856 unitats fiscals que integraven 3.921 persones, la mediana anual d'ingressos fiscals per persona era de 15.140 €.

### Activitats econòmiques
Dels 285 establiments que hi havia el 2007, 7 eren d'empreses extractives, 8 d'empreses alimentàries, 1 d'una empresa de fabricació de material elèctric, 14 d'empreses de fabricació d'altres productes industrials, 30 d'empreses de construcció, 73 d'empreses de comerç i reparació d'automòbils, 10 d'empreses de transport, 22 d'empreses d'hostatgeria i restauració, 4 d'empreses d'informació i comunicació, 17 d'empreses financeres, 15 d'empreses immobiliàries, 28 d'empreses de serveis, 37 d'entitats de l'administració pública i 19 d'empreses classificades com a «altres activitats de serveis».
Dels 81 establiments de servei als particulars que hi havia el 2009, 1 era una oficina d'administració d'Hisenda pública, 1 gendarmeria, 1 oficina de correu, 9 oficines bancàries, 3 funeràries, 5 tallers de reparació d'automòbils i de material agrícola, 1 taller d'inspecció tècnica de vehicles, 3 autoescoles, 3 paletes, 6 guixaires pintors, 6 fusteries, 7 lampisteries, 2 electricistes, 1 empresa de construcció, 7 perruqueries, 3 veterinaris, 11 restaurants, 7 agències immobiliàries, 2 tintoreries i 2 salons de bellesa.
Dels 39 establiments comercials que hi havia el 2009, 3 eren supermercats, 1 un supermercat, 3 botiges de menys de 120 m², 7 fleques, 4 carnisseries, 3 llibreries, 3 botigues de roba, 3 botigues d'equipament de la llar, 2 sabateries, 2 botigues d'electrodomèstics, 1 una botiga de mobles, 1 una botiga de material de revestiment de parets i terra, 2 joieries i 4 floristeries.
L'any 2000 a Sées hi havia 52 explotacions agrícoles que ocupaven un total de 3.399 hectàrees.

## Equipaments sanitaris i escolars
El 2009 hi havia 1 hospital de tractaments de curta durada, 1 hospital de tractaments de mitja durada (seguiment i rehabilitació), 1 un hospital de tractaments de llarga durada, 1 centre de salut, 2 farmàcies i 2 ambulàncies.
El 2009 hi havia 1 escola maternal i 2 escoles elementals. A Sées hi havia 3 col·legis d'educació secundària i 2 liceus d'ensenyament general. Als col·legis d'educació secundària hi havia 729 alumnes i als liceus d'ensenyament general 126.

## Poblacions més properes
El següent diagrama mostra les poblacions més properes.